# 毛愷 (明朝)
毛愷（1506年—1570年），字達和，號介川，晚號節齋居士，浙江江山縣（今江山市）人，明朝政治人物，嘉靖乙未進士，官至刑部尚書。

## 生平
嘉靖十年（1531年）辛卯科浙江鄉試第二十名舉人，嘉靖十四年（1535年）乙未科会试第一百十名，三甲一百三十一名進士。明年授行人司行人，奉命使肅藩，十八年二月擢授广西道試監察御史。十九年差印馬北直隸，三月因請留洗馬鄒守益被謫寧國府推官，二十一年升南京工部营缮司主事，抽稅蕪湖關，二十二年升工部都水司員外，二十三年甲辰轉本司郎中，丁父忧归。二十七年補刑部四川司郎中，次年升江西瑞州府知府，三十年调任直隸寧國府，既而復丁母憂，三十三年起復，再補山東萊州府，拜官甫數日，即轉天津兵備副使，三年任满，升山西右參政，嘉靖三十九年（1560年）官河南按察使，不久晋本省右布政使，四十年五月升都察院右僉都御史、巡撫保定、提督紫荊等關，四十一年升總督漕運兼提督軍務巡撫鳳陽等處都察院右副都御史，四十一年十一月升左副都御史，回院管事，四十四年四月升刑部右侍郎，五月改吏部右侍郎，十二月升本部左侍郎，四十五年十一月升南京礼部尚书，改南吏部尚書，隆慶元年（1567年）五月改刑部尚書，二年七月赴任，因處置太監李芳一案而忤穆宗，四年二月引疾乞休，九月九日病逝，享年六十五。隆慶五年六月因给事中张齐一案，被追奪原職。神宗继位，恢复官职，萬曆元年四月賜祭葬，十二年追贈太子少保，諡端簡。《明史》有傳。

## 家族
曾祖毛有德，壽官；祖父毛仕安；父毛本榮。母吳氏。具庆下。兄子礼、子義、子才。弟子智、子悌、子贡、子儀。

## 参看
- 明朝七卿年表